# البكارية
قرية البكارية هي إحدى القرى التابعة لمركز السنبلاوين في محافظة الدقهلية في جمهورية مصر العربية. حسب إحصاءات سنة 2006، بلغ إجمالي السكان في البكارية 3284 نسمة، منهم 1588 رجل و1696 امرأة.